# Isak Amundsen
Isak Helstad Amundsen (Brønnøysund, 14 ottobre 1999) è un calciatore norvegese, difensore del Molde.

## Carriera
Amundsen è cresciuto nelle giovanili del Brønnøysund. Ha esordito in prima squadra, in 4. divisjon, nel corso della stagione 2014. Nella stagione 2015 ha contribuito alla promozione della squadra in 3. divisjon.
Nell'agosto 2018 è passato al Bodø/Glimt, che lo ha inizialmente aggregato alle proprie giovanili. Ha fatto parte della rosa della prima squadra nella stagione 2019, mentre in data 18 febbraio 2020 ha firmato il primo contratto professionistico con il club, valido fino 31 dicembre 2021.
Ha esordito in Eliteserien il 1º luglio 2020, subentrando a Marius Lode nel successo per 0-4 maturato in casa dell'Odd. In quella stagione, il Bodø/Glimt si è aggiudicato la vittoria finale del campionato. Il 3 novembre 2020 ha prolungato il contratto che lo legava al Bodø/Glimt, fino al 31 dicembre 2023.
Il 6 aprile 2021, Amundsen è stato ceduto al Tromsø con la formula del prestito. Il 9 maggio ha debuttato con la nuova maglia, schierato titolare nella sconfitta per 3-0 subita proprio contro il Bodø/Glimt. Il 29 agosto seguente ha realizzato la prima rete nella massima divisione locale, ancora contro il Bodø/Glimt, in una partita persa in casa per 2-3.
È tornato al Bodø/Glimt per fine prestito in vista della stagione 2022. Ha esordito nelle competizioni UEFA per club in data 13 luglio 2022: è stato schierato titolare nella sconfitta per 3-1 in casa del KÍ Klaksvík, sfida valida per i turni preliminari della Champions League.
Il 30 agosto 2022 ha firmato un nuovo contratto con il Bodø/Glimt, fino al 31 dicembre 2025.
Il 26 febbraio 2024 è stato ufficializzato il suo approdo al Molde, siglando un accordo quadriennale.

## Statistiche

### Presenze e reti nei club
Statistiche aggiornate al 26 febbraio 2024.
| Stagione           | Club               | Campionato         | Campionato | Campionato | Coppe nazionali | Coppe nazionali | Coppe nazionali | Coppe continentali | Coppe continentali | Coppe continentali | Supercoppe | Supercoppe | Supercoppe | Totale | Totale |
| Stagione           | Club               | Comp               | Pres       | Reti       | Comp            | Pres            | Reti            | Comp               | Pres               | Reti               | Comp       | Pres       | Reti       | Pres   | Reti   |
| ------------------ | ------------------ | ------------------ | ---------- | ---------- | --------------- | --------------- | --------------- | ------------------ | ------------------ | ------------------ | ---------- | ---------- | ---------- | ------ | ------ |
| 2014               | Brønnøysund        | 4D                 | 3          | 0          | CN              | 0               | 0               | -                  | -                  | -                  | -          | -          | -          | 3      | 0      |
| 2015               | Brønnøysund        | 4D                 | 4          | 0          | CN              | 0               | 0               | -                  | -                  | -                  | -          | -          | -          | 4      | 0      |
| 2016               | Brønnøysund        | 3D                 | 21         | 0          | CN              | 1               | 1               | -                  | -                  | -                  | -          | -          | -          | 22     | 1      |
| 2017               | Brønnøysund        | 4D                 | 19         | 11         | CN              | 1               | 0               | -                  | -                  | -                  | -          | -          | -          | 20     | 11     |
| gen.-ago. 2018     | Brønnøysund        | 4D                 | 7          | 1          | CN              | 1               | 0               | -                  | -                  | -                  | -          | -          | -          | 8      | 1      |
| Totale Brønnøysund | Totale Brønnøysund | Totale Brønnøysund | 54         | 12         |                 | 3               | 1               |                    | -                  | -                  |            | -          | -          | 57     | 13     |
| 2019               | Bodø/Glimt         | ES                 | 0          | 0          | CN              | 0               | 0               | -                  | -                  | -                  | -          | -          | -          | 0      | 0      |
| 2020               | Bodø/Glimt         | ES                 | 10         | 0          | -               | -               | -               | UEL                | 0                  | 0                  | -          | -          | -          | 10     | 0      |
| 2021               | Tromsø             | ES                 | 25         | 1          | CN              | 1               | 0               | -                  | -                  | -                  | -          | -          | -          | 26     | 1      |
| 2022               | Bodø/Glimt         | ES                 | 14         | 2          | CN              | 5               | 2               | UCL+UEL+UECL       | 7+2+1              | 0                  | -          | -          | -          | 17     | 3      |
| 2023               | Bodø/Glimt         | ES                 | 7          | 0          | CN              | 5               | 1               | UECL               | 4                  | 0                  | -          | -          | -          | 16     | 1      |
| Totale Bodø/Glimt  | Totale Bodø/Glimt  | Totale Bodø/Glimt  | 31         | 2          |                 | 10              | 3               |                    | 14                 | 0                  |            | -          | -          | 55     | 5      |
| 2024               | Molde              | ES                 | 0          | 0          | CN              | 0               | 0               | UEL                | 0                  | 0                  | -          | -          | -          | 0      | 0      |
| Totale             | Totale             | Totale             | 110        | 15         |                 | 14              | 4               |                    | 14                 | 0                  |            | -          | -          | 126    | 18     |

## Palmarès
- Campionato norvegese: 1

Bodø/Glimt: 2023